# Большая долина
«Большая долина» (англ. The Big Valley) — американский телесериал, который транслировался на канале ABC с 15 сентября 1965 года по 19 мая 1969 года.
Главную роль своенравного матриарха семейства, вокруг которого развивалось действие в телесериале сыграла звезда кинофильмов тридцатых и сороковых годов Барбара Стэнвик. «Большая долина» был создан как альтернатива «мужским» вестернам, таким как «Дымок из ствола» и «Бонанза» и стал отличительным благодаря тому, что главную роль в нём исполняла женщина. Основное внимание в шоу уделялось стареющей богатой вдове Виктории Баркли (Стэнвик), её красивой дочери (Линда Эванс) и троим сыновьям, жившим в девятнадцатом веке. Стэнвик выиграла премию «Эмми» за лучшую женскую роль в драматическом телесериале в 1966 году и номинировалась на «Эмми» в 1967-68, а также трижды выдвигалась на «Золотой глобус».
Хотя шоу было очень успешно по меркам канала ABC того периода, оно никогда не достигало успеха своих предшественников и завершилось в 1969 году, на волне резкого падения интереса зрителей к вестернам. Проект однако спустя десятилетия стал успешен в повторах, а в 2012 году был снят одноименный полнометражный фильм, главную роль в котором сыграла Джессика Лэнг.